# Їнчен
Їнчен (кит. спр. 应城市, піньїнь: Yīngchéng Shì) — місто-повіт у центральнокитайській провінції Хубей, складова міста Сяогань.

## Географія
Їнчен розташовується на заході префектури, лежить на кількох притоках річки Ханьбей.

### Клімат
Місто знаходиться у зоні, котра характеризується вологим субтропічним кліматом. Найтепліший місяць — липень із середньою температурою 28.7 °C (83.7 °F). Найхолодніший місяць — січень, із середньою температурою 3.8 °С (38.8 °F).
| Клімат Їнчена           | Клімат Їнчена | Клімат Їнчена | Клімат Їнчена | Клімат Їнчена | Клімат Їнчена | Клімат Їнчена | Клімат Їнчена | Клімат Їнчена | Клімат Їнчена | Клімат Їнчена | Клімат Їнчена | Клімат Їнчена | Клімат Їнчена |
| Показник                | Січ.          | Лют.          | Бер.          | Квіт.         | Трав.         | Черв.         | Лип.          | Серп.         | Вер.          | Жовт.         | Лист.         | Груд.         | Рік           |
| Середня температура, °C | 3,8           | 5,4           | 10,3          | 16,5          | 21,8          | 25,8          | 28,7          | 28,3          | 23,3          | 17,8          | 11,6          | 5,9           | 16,6          |
| Норма опадів, мм        | 29.5          | 48.1          | 78.3          | 119.3         | 146.4         | 170.4         | 168           | 117.1         | 82.2          | 80.7          | 52.6          | 24            | 1116.6        |
| Днів з опадами          | 10,3          | 10,9          | 13,6          | 14,8          | 13,5          | 12            | 11,1          | 10,1          | 11,1          | 11,9          | 11,5          | 10            | 140,8         |
| Вологість повітря, %    | 73.5          | 74.7          | 76.7          | 78            | 76.6          | 76.6          | 78.8          | 78.3          | 78.2          | 78.1          | 76.3          | 72.9          | 76.6          |
| ----------------------- | ------------- | ------------- | ------------- | ------------- | ------------- | ------------- | ------------- | ------------- | ------------- | ------------- | ------------- | ------------- | ------------- |
| Джерело: Weatherbase    |               |               |               |               |               |               |               |               |               |               |               |               |               |